# Newry (Maine)
Newry ist eine Town im Oxford County des Bundesstaates Maine in den Vereinigten Staaten. Im Jahr 2020 lebten dort 411 Einwohner in 1380 Haushalten auf einer Fläche von 159,41 km².

## Geographie
Nach dem United States Census Bureau hat Newry eine Gesamtfläche von 159,41 km², von der 159,34 km² Land sind und 0,08 km² aus Gewässern bestehen.

### Geographische Lage
Newry liegt zentral im Oxford County. Der Androscoggin River fließt etwas südlich der Town und in ihm münden aus Norden kommend der westlich gelegene Sunday River und der zentral gelegene Bear River. Weitere kleinere Flüsse fließen ebenfalls in südliche Richtung und münden im Androscoggin River. Die Oberfläche der Town ist sehr hügelig, höchste Erhebung ist der 1008 m hohe Sunday River Whitecap im Nordwesten der Town.

### Nachbargemeinden
Alle Entfernungen sind als Luftlinien zwischen den offiziellen Koordinaten der Orte aus der Volkszählung 2010 angegeben.
- Norden: North Oxford, Unorganized Territory, 45,6 km
- Nordosten: Andover, 10,3 km
- Osten: Rumford, 18,8 km
- Südosten: Hanover, 10,1 km
- Süden: Bethel,  10,8 km
- Südwesten: Gilead, 14,8 km
- Westen: North Oxford, Unorganized Territory, 45,6 km

### Stadtgliederung
In Newry gibt es mehrere Siedlungsgebiete: Newry, Newry Corner, North Newry, South Newry und Sunday River.

### Klima
Die mittlere Durchschnittstemperatur in Newry liegt zwischen −11,1 °C (12 °F) im Januar und 19,4 °C (67 °F) im Juli. Damit ist der Ort gegenüber dem langjährigen Mittel Maines um etwa 2 Grad kühler. Die Schneefälle zwischen Oktober und Mai liegen mit deutlich mehr als zwei Metern (bei einem Spitzenwert im Januar von knapp 50 cm) ungefähr doppelt so hoch wie die mittlere Schneehöhe in den USA. Die tägliche Sonnenscheindauer liegt am unteren Rand des Wertespektrums der USA.

## Geschichte
Die Besiedlung des Gebietes startete 1781 durch Benjamin Barker und seine zwei Brüder mit ihren Familien aus Methuen, Massachusetts und Ithiel Smith aus Cape Elizabeth. Sie wurden 1782 durch Indianer aus Kanada überfallen und vertrieben. Nach dem Frieden der Indianerkriege kehrten sie zurück. Im Jahr 1794 erwarb John J. Holmes aus New Jersey den Grant für das Gebiet. Er nannte es Bostwick Plantation nach seiner Schwester. Am 15. Juni 1805 wurde das Gebiet als Town unter dem Namen Newry organisiert. Der Name Newry stammte von einigen Siedlern, die aus Newry, Nordirland zugewandert waren.

### Einwohnerentwicklung
| Volkszählungsergebnisse – Town of Newry, Maine | Volkszählungsergebnisse – Town of Newry, Maine | Volkszählungsergebnisse – Town of Newry, Maine | Volkszählungsergebnisse – Town of Newry, Maine | Volkszählungsergebnisse – Town of Newry, Maine | Volkszählungsergebnisse – Town of Newry, Maine | Volkszählungsergebnisse – Town of Newry, Maine | Volkszählungsergebnisse – Town of Newry, Maine | Volkszählungsergebnisse – Town of Newry, Maine | Volkszählungsergebnisse – Town of Newry, Maine | Volkszählungsergebnisse – Town of Newry, Maine |
| Jahr                                           | 1800                                           | 1810                                           | 1820                                           | 1830                                           | 1840                                           | 1850                                           | 1860                                           | 1870                                           | 1880                                           | 1890                                           |
| ---------------------------------------------- | ---------------------------------------------- | ---------------------------------------------- | ---------------------------------------------- | ---------------------------------------------- | ---------------------------------------------- | ---------------------------------------------- | ---------------------------------------------- | ---------------------------------------------- | ---------------------------------------------- | ---------------------------------------------- |
| Einwohner                                      |                                                | 202                                            | 304                                            | 345                                            | 463                                            | 459                                            | 474                                            | 416                                            | 337                                            | 343                                            |
| Jahr                                           | 1900                                           | 1910                                           | 1920                                           | 1930                                           | 1940                                           | 1950                                           | 1960                                           | 1970                                           | 1980                                           | 1990                                           |
| Einwohner                                      | 286                                            | 271                                            | 254                                            | 188                                            | 167                                            | 188                                            | 260                                            | 208                                            | 235                                            | 316                                            |
| Jahr                                           | 2000                                           | 2010                                           | 2020                                           | 2030                                           | 2040                                           | 2050                                           | 2060                                           | 2070                                           | 2080                                           | 2090                                           |
| Einwohner                                      | 344                                            | 329                                            | 411                                            |                                                |                                                |                                                |                                                |                                                |                                                |                                                |

## Kultur und Sehenswürdigkeiten

### Bauwerke
In Newry wurden mehrere Bauwerke unter Denkmalschutz gestellt und  ins National Register of Historic Places aufgenommen.
- Foster Family Home, 1994 unter der Register-Nr. 94001247.[10]
- Lower Sunday River School, 1978 unter der Register-Nr. 78000189.[11]
- Sunday River Bridge, 1970 unter der Register-Nr. 70000059.[12]

### Parks
Der Grafton Notch State Park mit einer Größe von 1259 Hektar ist einer der größten State Parks in Maine. Er liegt im Nordwesten von Newry zwischen Newry und Upton. Er ist Teil des Maine Birding Trails.

### Sport
Das Sunday River Resort ist ein Skigebiet, welches die Nordhänge des Black Mountain und des Barker Mountain nutzt. Im Skigebiet wird der Dumont Cup ausgetragen. Im Sommer ist zudem ein Golfplatz verfügbar, der durch Robert Trent Jones Jr. gestaltet wurde und es werden Routen für Mountain Biker vorgehalten.

## Wirtschaft und Infrastruktur
Auf dem Gebiet der Town Newry finden sich Lagerstätten unterschiedlicher Minerale, die in mehreren Steinbrüchen abgebaut werden. Zu ihnen gehört der Dunton Gem Quarry, in dem Elbait und Amblygonit abgebaut werden und auch die Crooker Gem Pegmatite Quarries, in denen Granit (Pegmatit) und Turmalin-Quarze gefunden werden. Weitere Minerale sind: Zanazziit, Whitlockit, Heterosit, Whitmoreit, Eosphorit, Earlshannonit, Hydroxylherderit, Herderit und Columbit.

### Verkehr
Newry wird durch den U.S. Highway 2 erschlossen, der nicht über das Gebiet der Town verläuft, aber es im Mündungsbereich des Bear River in den Androscoggin River berührt. Von ihm zweigt an dieser Stelle die Maine State Route 26 in nördliche Richtung ab.

### Öffentliche Einrichtungen
In Newry gibt es kein eigenes Krankenhaus. Die nächstgelegenen Krankenhäuser sind das Rumford Hospital in Rumford und das Androscoggin Valley Hospital in Berlin, New Hampshire. Nächstgelegene Universität ist die University of Maine in Farmington.
In Newry gibt es keine eigene Bücherei, die nächstgelegene ist die Bethel Library in Bethel.

### Bildung
Newry gehört zusammen mit Andover, Bethel, Greenwood, Gilead, Hanover und Woodstock zum Maine School Administrative District 44. Es gibt zwei Grundschulen, die Crescent Park Elementary School und die Woodstock Elementary School, zudem die Telstar Middle School und die Telstar High School.
Die Baily Memorial Library befindet sich im Clarendon Grange Community Center.

## Persönlichkeiten

### Persönlichkeiten, die vor Ort gewirkt haben
- Noah Gray-Cabey (* 1995), Schauspieler und Pianist